# Baie Land
La baie Land est une baie de la mer d'Amundsen en Antarctique.

## Présentation
La baie Land se situe entre la baie Sulzberger (ouest) et la baie de Hull (est).
D'une largeur d'environ 40 milles marins (70 km), elle borde la Terre Marie Byrd, à l'est de l'île Groves (en), et a été découverte par le United States Antarctic Program en 1939-1941. La baie tire son nom du glacier qui s'écoule dans la baie, le glacier Land (en), lui-même nommé d'après l'officier de l'United States Navy Emory S. Land (en).